# Бесиаури (Цхалтубский муниципалитет)
Бесиаури (груз. ბესიაური) — село в Грузии, на территории Цхалтубского муниципалитета края (мхаре) Имеретия.

## География
Село находится в западной части Грузии, к югу от реки Цхенисцкали, на расстоянии 9 километров (по прямой) к северо-западу от города Цхалтубо, административного центра муниципалитета.

## Население
По результатам официальной переписи населения 2014 года, постоянное население в Бесиаури отсутствовало.
| Год  | Население, человек |
| ---- | ------------------ |
| 2002 | 0                  |
| 2014 | → 0                |